# 溫菲爾德鎮區 (密歇根州)
溫菲爾德鎮區（英語：Winfield Township）是位於美國密歇根州蒙卡爾姆縣的一個行政鎮區。

## 地方資料
溫菲爾德鎮區的面積為93.90平方千米，當中陸地面積為91.80平方千米，而水域面積為2.10平方千米。根據2020年美國人口普查的數據，當地共有人口2279人，而人口密度為每平方千米24.27人。